# Мельбурн Виктори
«Ме́льбурн Ви́ктори» (англ. Melbourne Victory) — австралийский футбольный клуб из города Мельбурн. Основан в 2004 году. «Мельбурн Виктори» представляет Мельбурн во вновь созданном чемпионате Австралии по футболу (Эй-Лига).

## История

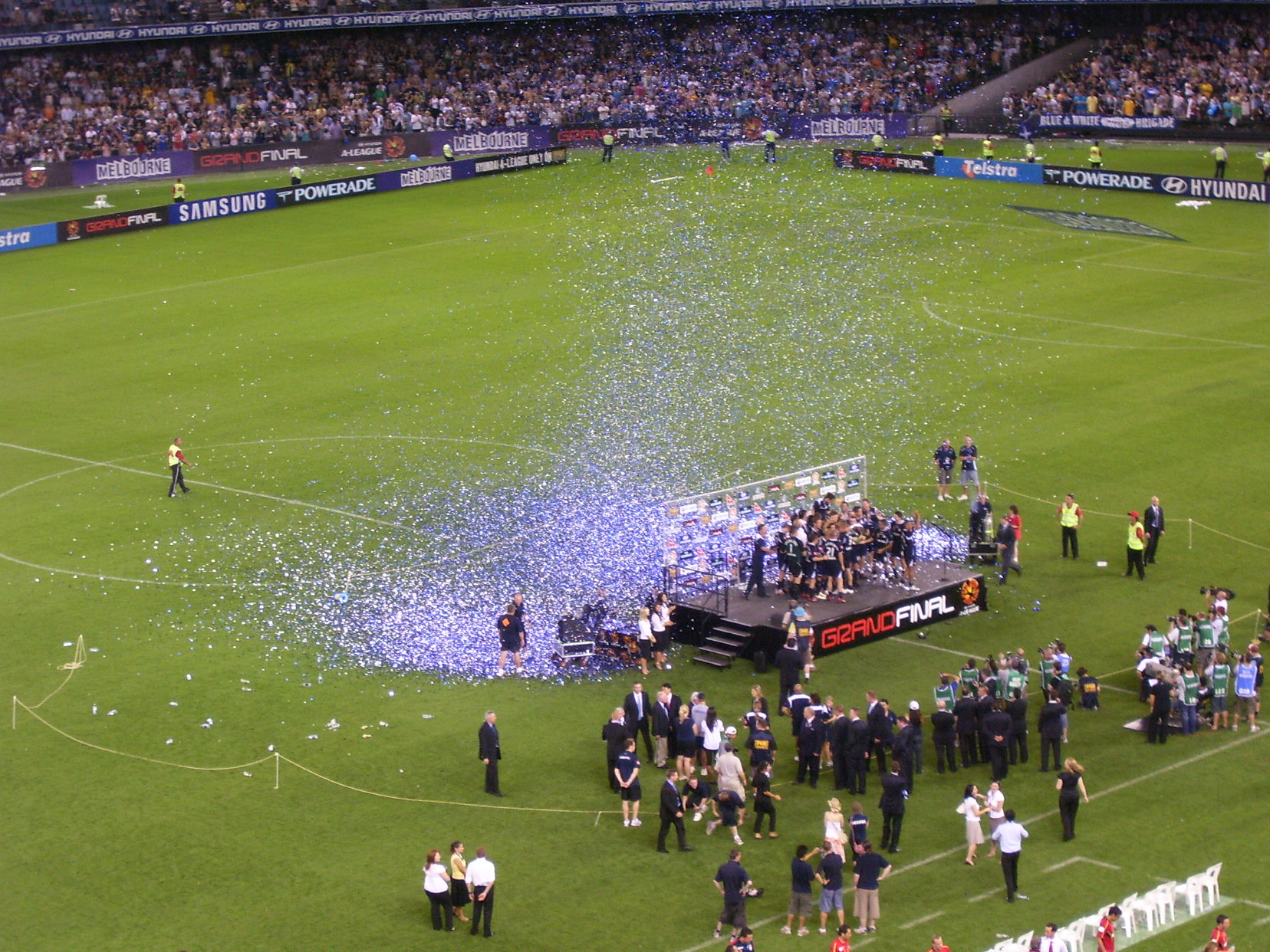
Мельбурн Виктори празднует победу в чемпионате в 2007 году

Клуб Мельбурн Виктори был основан в 2004 году после реорганизации австралийского чемпионата. Новая А-лига заменила национальную футбольную лиги (NSL). Восемь новых команд участвовало в первом сезоне Эй-лиги.
Сезон 2005/2006 оказался неудачным для «Виктори» — клуб финишировал на 7-м месте. Но после постройки хорошей инфраструктуры команда выиграла регулярный чемпионат, а затем победила и в плей-офф, разгромив в финале «Аделаида Юнайтед» 6:0. Арчи Томпсон забил в том матче 5 голов. В сезоне 2007/2008 «Мельбурн Виктори» занял пятое место в турнирной таблице и не попал в плей-офф.
В сезоне 2008/2009 клуб снова становится чемпионом.
После этого у команды несколько лет не было значимых успехов, но в сезоне 2014/2015 «Виктори» опять взяли заветное чемпионство.

## Стадион
Первоначально клуб играл домашние матчи на стадионе Олимпийского парка, предназначенного для Олимпийских игр в Мельбурне в 1956 году. Он вмещал 20 тысяч зрителей. После успеха «Мельбурн Виктори» в сезоне 2006/2007 команда переехала на стадион Etihad, который вмещает больше, чем 55 тысяч зрителей.
Стадион «Этихад» был построен для австралийского футбола. К счастью, правительство штата Виктория построила новый стадион только для футбола. Стадион назвали AAMI Park. Он вмещает 31000 зрителей.

## Цвета
Цветами «Мельбурн Виктори» являются темно-синий, серебристый и белый. Эти цвета являются традиционными цветами для команд штата Виктория (темно-синий и белый) и официальными цветами этого австралийского штата (темно-синий и серебристый).

## Принципиальные соперники
У «Виктори» есть два принципиальных соперника — «Мельбурн Сити» и «Сидней». Первый обуславливается тем, что эти команды базируются в одном городе, а с «Сиднеем» клуб очень часто встречается в плей-офф, так как эти команды являются сильнейшими в Австралии.

## Достижения
- Эй-лига:
  - Чемпион (3): 2006/07, 2008/09, 2014/15
  - Премьер (4): 2006/07, 2008/09, 2014/15, 2017/18

- Кубок Австралии:
  - Обладатель (2): 2015, 2021